# 紀振
紀振（1455年—？），字文聲，直隸大名府內黃縣（今河南省內黃縣）人，軍籍，明朝政治人物。進士出身。

## 生平
早年出身縣學生，成化十三年（1477年）丁酉科順天鄉試第一百名。成化十四年（1478年）聯捷戊戌科會試第二百四□名，殿試登進士第二甲第三十一名。歷官南京刑部员外郎，弘治三年（1590年）三月升山西按察司佥事。

## 家族
曾祖紀大。祖父紀斌。父紀浩。母于氏。具庆下。